# Віклево
Віклево (пол. Wiklewo, нім. Groß Winkeldorf) — село в Польщі, у гміні Корше Кентшинського повіту Вармінсько-Мазурського воєводства.
Населення — 39 осіб (2011).
У 1975-1998 роках село належало до Ольштинського воєводства.

## Демографія
Демографічна структура станом на 31 березня 2011 року:
|          | Загалом | Допрацездатний вік | Працездатний вік | Постпрацездатний вік |
| -------- | ------- | ------------------ | ---------------- | -------------------- |
| Чоловіки | 22      | 5                  | 15               | 2                    |
| Жінки    | 17      | 4                  | 8                | 5                    |
| Разом    | 39      | 9                  | 23               | 7                    |